# Остап Гоголь
Остап (Євстафій) Микитович Гоголь (? — 5 січня 1679) — український військовий діяч доби Хмельниччини і Руїни, полковник Кальницького (1649, 1674), Подільського (1654–1661, 1663–1669, 1673–1675) та Брацлавського (1663–1665) полків, наказний гетьман Правобережної України (1675–1679).

## Життєпис
Можливим місцем народження Євстафія називається подільське село під назвою Гоголі (Летичівського пов. на Поділлі, нині: село Віньковецького р-ну Хмельницької обл.), яке перед тим заснував православний шляхтич з Волині Микита Гоголь.

### Хмельниччина
Напередодні 1648 року Остап Гоголь був ротмістром «панцерних» козаків у війську Речі Посполитої під командуванням Самуеля Калиновського, яке дислокувалось в Умані. Однак із початком бойових дій Гоголь разом з підлеглим відділом важкої кавалерії перейшов на бік козаків.
Євстафій Гоголь належав до «найенергійнішої під національним поглядом, найбільш ще національно життєтворчої частини тодішньої руської шляхти». Зважаючи на це, він посідав одне з чільних місць серед козацької старшини правобережних полків. У 1648 р. на чолі Кальницького полку, в якому налічувалося близько двох тисяч козаків, стояв полковник Остап. Деякі дослідники вважають, що цим полковником був саме О. Гоголь. Окремі дослідники також вважають Остапа, який керував кальницькими козаками в поході на фортецю Нестервар, та О. Гоголя однією особою.
Можемо стверджувати, що полковник Гоголь робив усе можливе для створення національних адміністративно-військових інституцій на українських землях Правобережжя. У березні 1649 р. йому довелося виявити неабиякі організаторські здібності для формування загонів з подільських селян і міщан у Подністров'ї, оскільки утримання під своєю владою Поділля було одним з найважчих завдань Богдана Хмельницького. Зборівський договір, укладений 8 серпня 1649 р. між Чигирином і Варшавою, передбачав встановлення лінії розмежування між козацькою територією і землями, які відходили під контроль адміністрації Речі Посполитої. Подільське воєводство, за винятком південно-східної частини, відходило до Речі Посполитої, проте подільські полки ще протягом усієї осені утримували за собою територію по лінії Сатанів-Бар. Лише на початку 1650 р. вони, керуючись безпосереднім наказом гетьмана, відійшли за визначений кордон.
Гоголь, незважаючи на п'ятий пункт Зборівського договору, де зазначалося, що король пробачав шляхті участь у війні на боці повстанців і обіцяв усілякі «достоїнства й уряди», продовжував служити й очолив один з багатьох військових загонів, які боролися за подільські землі. Перемога ж гетьмана Б. Хмельницького над поляками під Батогом 22-23 травня 1652 р. викликала масове повстання українців на Поділлі. Згідно з дослідженнями істориків В. Смолія та В. Степанкова, Гоголь отримав наказ звільнити цей регіон від шляхти Речі Посполитої, який він успішно виконав. У серпні тут знову почали створюватися українські владні структури.
Десь на початку 1654 року Остап став керувати Подільським (Могилівським, Подністрянським) полком. Очевидно, що на цю посаду його призначив сам Б. Хмельницький. Існує також припущення, що після страти уманського полковника Осипа Глуха Гоголь став його наступником на цій посаді. Близько двохсот представників старшини і козаків Війська Запорозького брали участь у козацькій раді в Переяславі, яка ухвалила рішення укласти договір з московським царем. Імовірно, що на ній був присутній і Є. Гоголь. Однак, незважаючи на переяславсько-московські домовленості, війна за Правобережну Україну тривала. «Восени гетьман коронний під Брацлав прийшов з військом, до них же і татари поза Бугом притягнули. Проти них послав Хмельницький наказного свого гетьмана Томиленка з військом козацьким». Це були здебільшого правобережні полки. Допомога татар забезпечила полякам перемогу. Однак «полковник Зеленський брацлавський, Богун вінницький, Гоголь подністровський і інші з козаками відійшли до Умані».

### Доба Руїни
Після смерті Богдана Хмельницького, у жовтні 1657 року, гетьман Іван Виговський з генеральною старшиною, членом якої був Остап Гоголь, уклав Корсунський договір Гетьманщини з Шведською імперією, яким було визначено «Військо Запорозьке за народ вільний і нікому не підлеглий».
Очевидно, що він визнав Гадяцьку угоду з Річчю Посполитою, але особисто її не підписував. Підтримуючи гетьманування Івана Виговського, полк Гоголя восени 1658 р. брав участь у битвах з російським воєводою Василем Шереметьєвим під Києвом. Однак невдовзі воєвода вже повідомляв цареві про те, що «гетьман Виговський приїхав у Київ з полковниками — подільським Степаном Гоголем, кальницьким А. Бештанком, корсунським наказним О. Правицьким… великому государю присягти». Урочистий акт присяги, в якому йшлося про те, щоб бути під царською «високою рукою в вічнім підданстві», був складений козацькою старшиною на чолі з Гоголем 9 листопада у Софійському соборі.
Але незабаром подільський полковник у складі війська Івана Виговського знову воює з Москвою. 1 липня 1659 р. Остап Гоголь та інші старшини Українського гетьманату: Петро Дорошенко, Іван Богун, Т. Носач, Оникій Силич, Тиміш Цицюра, Герман Гапонович, Михайло Ханенко, Ф. Лобода, І. Кравченко — звертаються до самопроголошеного «гетьмана» Івана Безпалого з критикою його промосковських поглядів. Це звернення було укладено у таборі під Конотопом, а отже, Гоголь брав участь у Конотопській битві.
Коли гетьман Потоцький оточив Могилів, Остап Гоголь керував могилівською залогою, що оборонялася від поляків.
Влітку 1660 року полк О. Гоголя взяв участь в Чуднівському поході, після якого був підписаний Слободищенський договір. Гоголь виступив прихильником козацької автономії у складі Речі Посполитої, його зробили шляхтичем.
1664 — на Правобережній Україні спалахнуло повстання проти поляків і гетьмана Павла Тетері. Гоголь спочатку підтримав повсталих, проте згодом перейшов на протилежний бік. Причиною тому стали його сини, яких гетьман Потоцький тримав заручниками у Львові. Коли гетьманом став Петро Дорошенко, Гоголь перейшов під його булаву і багато йому допомагав. Але поки він воював з османами під Очаковом, Дорошенко на раді біля річки Росава запропонував визнати верховенство османського султана, і воно було прийняте.
Наприкінці 1671 року коронний гетьман Ян Собеський узяв Могилів, резиденцію Гоголя. При обороні фортеці загинув один із синів полковника. Сам він утік до Молдавії і звідти прислав Собеському грамоту про своє бажання підкоритися. У нагороду за це отримав село Вільховець.
Згодом полковник Гоголь став гетьманом Правобережної України від імені короля Яна III Собеського.
Помер в 1679 році в своїй резиденції в Димері, був похований 7 січня в Києво-Межигірському монастирі неподалік від Києва.

## Вшанування пам'яті
В місті Іллінці Вінницької області одна з вулиць, від 26 квітня 2024 року, перейменована на честь Остапа Гоголя.